# Maikel Zijlaard

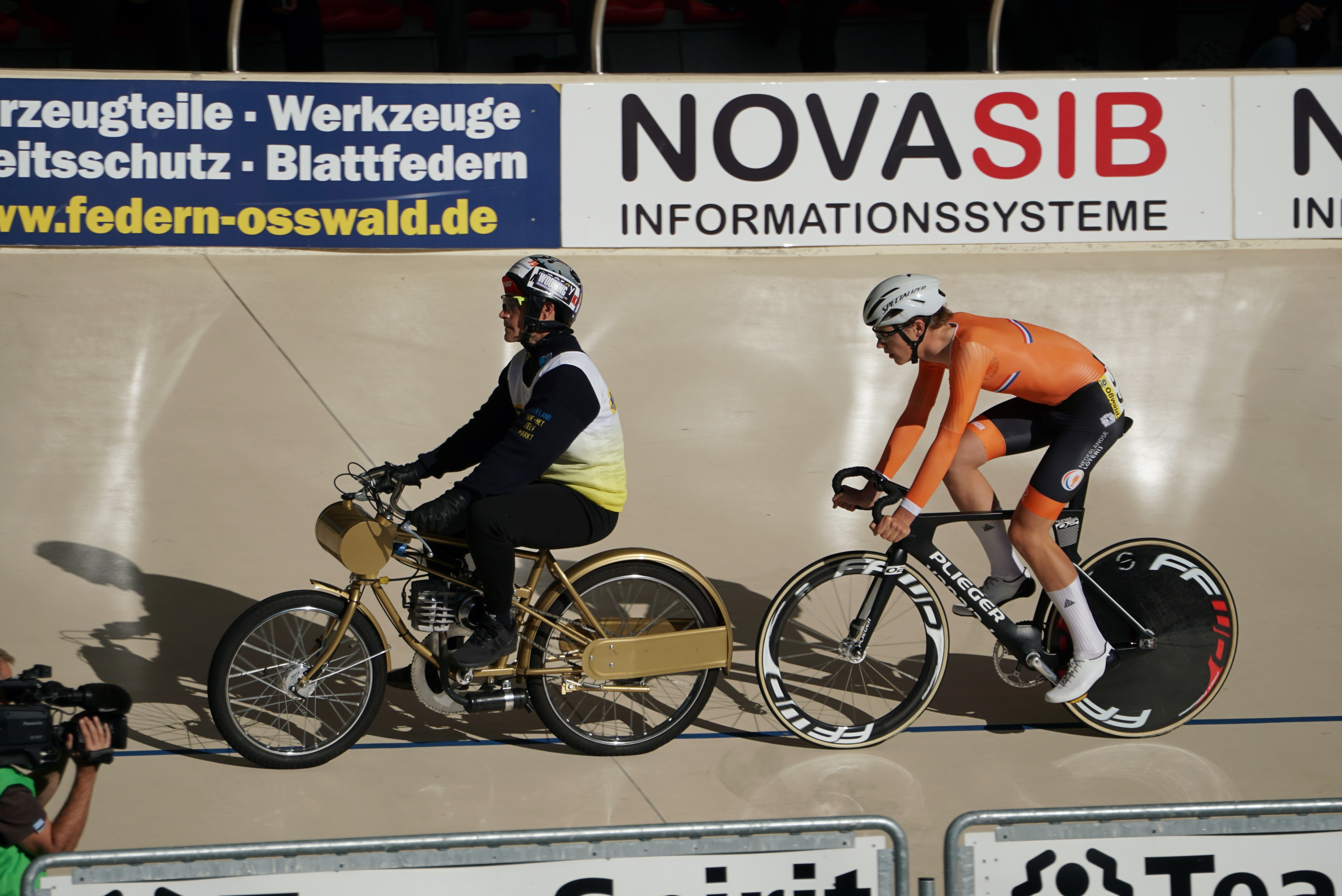
Zijlaard bei den Derny-Europameisterschaften
2018 in Erfurt hinter seinem Vater Ron

Maikel Zijlaard  (* 1. Juni 1999 in Rotterdam) ist ein niederländischer Radrennfahrer.

## Sportliche Laufbahn
Maikel Zijlaard entstammt einer Radsportfamilie: Sein Großvater ist der ehemalige populäre Derny-Schrittmacher Joop Zijlaard, seine Tante die vierfache Olympiasiegerin Leontien Zijlaard-van Moorsel, die mit dem Radsportler Michael Zijlaard verheiratet ist. Seine ältere Schwester Nicky war ebenfalls Radsportlerin. Sein Vater Ron Zijlaard ist als Schrittmacher aktiv, auch für seinen Sohn.
2016 und 2017 hatte Zijlaard mehrere Erfolge bei internationalen Junioren-Rennen, so gewann er 2016 eine Etappe des Sint-Martinusprijs Kontich und 2017 die Flandern-Rundfahrt für Junioren. 2018 unterzeichnete er seinen ersten Vertrag bei Hagens Berman Axeon. 2019 wurde er niederländischer Meister in der Einerverfolgung sowie mit Enzo Leijnse, Casper van Uden, Vincent Hoppezak und Philip Heijnen in der Mannschaftsverfolgung auf der Bahn. Im Jahr darauf wechselte er zum Team SEG Racing Academy.
Nach Auflösung der SEG Racing Academy wurde Zijlaard zur Saison 2022 Mitglied im niederländischen VolkerWessels Cyclingteam. Im März 2022 erzielte er seinen ersten Erfolg auf der UCI Europe Tour, als er den Dorpenomloop Rucphen mit einem Solo über elf Kilometer für sich entschied. Wenige Tage später gewann er die traditionsreiche Olympia’s Tour.
Zur Saison 2023 wechselte Zijlaard zum neu als UCI ProTeam lizenzierten Tudor Pro Cycling Team. Im April 2024 entschied er den Prolog der Tour de Romandie für sich.

## Erfolge

### Bahn
2019
- Niederländischer Meister – Einerverfolgung, Mannschaftsverfolgung (mit Enzo Leijnse, Casper van Uden, Vincent Hoppezak und Philip Heijnen)

2024
- Niederländischer Meister – Ausscheidungsfahren, Zweier-Mannschaftsfahren (mit Vincent Hoppezak)

### Straße
2016
- eine Etappe Sint-Martinusprijs Kontich (Junioren)
- Jugendwertung Internationale Junioren Driedaagse van Axel

2017
- zwei Etappen Jugendwertung Internationale Junioren Driedaagse van Axel
- Flandern-Rundfahrt (Junioren)
- Menen–Kemmel–Menen (Junioren)

2022
- Dorpenomloop Rucphen
- Olympia’s Tour
- zwei Etappen und Punktewertung Okolo Jižních Čech

2024
- Prolog Tour de Romandie